# Фишбейн, Моисей Абрамович
Моисей Абрамович Фишбейн (укр. Мойсей Абрамович Фі́шбейн; 1 декабря 1946, Черновцы — 26 мая 2020, Киев) — украинский поэт и переводчик еврейского происхождения.

## Биография
Родился в Черновцах в еврейской семье. В 1976 г. окончил филологический факультет Киевского педагогического института. Первая публикация появилась в декабре 1970 в литературном журнале «Вітчизна». Стихи в редакцию передал украинский поэт Николай Бажан, который заметил и поддержал поэта, а также написал предисловие к его первому сборнику «Ямбове коло» («Круг ямбов», издательство «Молодь», 1974).
Работал в главной редакции Украинской советской энциклопедии и литературным секретарём Н. П. Бажана.
В 1979 г. репатриировался в Израиль.
В 1980—1981 гг. — корреспондент украиноязычного литературного и политического журнала «Сучасність» («Современность»), который издавала украинская диаспора в США и Германии.
С 1982 г. жил в Германии, где в 1982—1995 гг. сотрудничал в украинской и русской редакциях радиостанции «Свобода» корреспондентом, комментатором, редактором.
В 1984 г. в Нью-Йорке вышла книга поэта «Збірка без назви» («Сборник без названия»). Книга состояла из 3 разделов: 28 собственных стихотворений, подборка стихов для детей и объёмный раздел переводов с французского (Шарль Бодлер), немецкого (Генрих Гейне, Райнер Мария Рильке, Георг Тракль, Гуго фон Гофмансталь, Пауль Целан, Ханс Карл Артман и др.), иврита (Иегуда Галеви, Хаим Нахман Бялик), Манфред Винклер, с идиша (Меер Харац), русского (Максимилиан Волошин, Александр Твардовский) и других языков.
В 1989 г. содействовал организации поездки детей Чернобыля в Израиль, которая состоялась в январе 1990 г.
В 2003 г. вернулся на Украину.
Член Украинского Центра Международного ПЕН-Клуба и Национального Союза писателей Украины.
В своём блоге неоднократно с сочувствием высказывался о движении УПА, разместил воспоминания Стеллы Кренцбах (по-видимому, вымышленной еврейки, якобы участвовавшей в движении УПА).
Лауреат премии имени Василия Стуса (2000) и премии журнала «Сучасність».
Награждён орденом князя Ярослава Мудрого V степени (2006), орденом «За интеллектуальную отвагу» (2010) и Орденом святого равноапостольного князя Владимира (награда УПЦ МП).

## Сочинения
- «Ямбове коло». («Молодь», Київ, 1974)
- «Збірка без назви». («Сучасність», Нью-Йорк, 1984)
- «Дивний сад». («Веселка», Київ, 1991)
- «Апокриф». («Довіра», Київ, 1996)
- «Розпорошені тіні». («Кальварія», Львів, 2001)
- «Аферизми». («Факт», Київ, 2003)
- «Ранній рай». («Факт», Київ, 2006)